# 앤서니 에드워즈 (농구 선수)
앤서니 에드워즈(영어: Anthony Edwards, 2001년 8월 5일~)는 미국의 농구 선수이다. 포지션은 슈팅 가드로 현재 전미 농구 협회(NBA)의 미네소타 팀버울브스 소속으로 뛰고 있다. 그는 2020년 NBA 드래프트에서 전체 1위로 미네소타 팀버울브스에게 지명되었으며 2023년과 2024년에 NBA 올스타로 선정되었다.